# ADO.NET
ADO.NET (ou a nova tecnologia ActiveX Data Objects) consiste num conjunto de classes definidas pela .NET Framework (localizadas no namespace System.Data) que pode ser utilizado para aceder aos dados armazenados numa base de dados remota, principalmente para o Microsoft SQL Server.
O “modelo desconectado” ADO.NET utiliza dois tipos de objetos para aceder à base de dados: os objetos Dataset, que podem conter um ou mais Data Table, e os .NET Data Provider.
Pode ser usado para acessar base de dados para qual há um provedor específico .NET, ou, via um provedor ponte .NET, para o qual existe um provedor específico OLE DB, Driver ODBC , ou Driver JDBC. ADO.NET é algo considerado uma evolução da tecnologia ADO, mas é importante notar que importantes mudanças foram feitas entre os dois.
Atualmente o ADO.NET esta na versão 4.5 (O NET.FRAMEWORK está na versão 4.5 (atual)).